# Психологія масової комунікації
Психологія масової комунікації — галузь соціальної психології, яка досліджує вплив об'єктивних і суб'єктивних чинників на ефективність масового спілкування, формування, закріплення і зміну масових установок, виникнення і функціонування суспільного настрою та громадської думки, способи спонукання людей до певних дій, закономірності засвоєння і переробки інформації, її сприйняття або несприйняття. Психологія масових комунікацій зачіпає індивідуальні особливості передавання та отримання інформації. З точки зору реципієнта, важливо розуміти як саме сприймається та засвоюється інформація яка передається — з боку ж інформатора важливо розуміти яким саме чином цю інформацію потрібно передавати, щоби вона була почута та засвоєна певною людиною.

## Психологічні підходи до вивчення масової комунікації

### 1. Модель праймінгу
Згідно з цією теорією, повідомлення які надсилаються до реципієнтів викликають у них певні спогади, думки і почуття. Цей процес і є процесом праймінгу. Існує 3 основні варіанти моделі праймінгу:
- Модель «кошика». Дана модель розглядає пам'ять реципієнта, як великий кошик, який наповнюється думками й почуттями, і саме ті думки та почуття, які виникли зовсім недавно (знаходяться зверху в кошику) є найбільш впливовими на цього реципієнта. Тобто повідомлення масової комунікації, які спрямовані саме на ці нещодавні емоції та думки, переміщуються нагору «кошика» і таким чином збільшують свою впливовість.
- Модель «акумуляторної батарейки». Згідно цієї теорії найбільш впливовими емоціями та думками є ті, які виникають у реципієнта найчастіше. Ось ця активація емоції / думки слугує як певна «підзарядка» для індивіда. Тобто чим частіше надаєш ці емоції, тим вище напруга від «підзарядки», і тим більше ефект.
- Синаптична модель. Основна ідея цієї моделі полягає в часових обмеженнях. На думку авторів, якщо «праймова» думка чи емоція буде постійно продукуватись в суспільство, то її вплив буде довготривалим[1].

### 2. Модель культивації
Ця модель ґрунтується на таких засадах:
- Ґрунтуючись на повідомленнях масових комунікацій, реципієнт утворює своє світобачення. Однак, оскільки масові комунікації не завжди надають точну інформацію, то і світобачення реципієнтів формується також неповним.
- Чим більше реципієнт витрачає на отримання інформації від ЗМІ, тим більше його сприйняття створюється та наближається до того, що йому продукується.
- Всі телепередачі засновано на схожих, повторюваних моделях — міфах та розповідальних сценаріях[2].
- Ефект культивації (зміна світосприйняття шляхом впливу ЗМІ) виникає тільки за умов когнітивної діяльності реципієнта.
- Залежно від певних характеристик реципієнта, дієвість культивації може змінюватись[3].

### 3. Соціально-когнітивна теорія
Ця теорія спирається на особистісні риси реципієнта та його поведінку в тому чи іншому становищі. За цією теорією, реципієнт має такі основні властивості:
- Символізація (створення системних умовних знаків, наприклад мова)
- Саморегуляція (регуляція власної поведінки)
- Рефлексія (контроль за правильністю власних установок та суджень). Існує 4 способи перевірки власних атитюдів та суджень індивідом:
  - Інактивний. Оцінка відповідності власних атитюдів і поведінки.
  - Замісний. Вироблення власних установок і суджень, на поведінку інших осіб.
  - Спонукальний. Зіставлення власних атитюдів з даними про вади того чи іншого явища.
  - Логічний. Досвід та наявність раніше засвоєних суджень.
- Моделювання (навчання за допомогою досвіду інших осіб). Для моделювання потрібні такі явища, як увага, запам'ятовування, моторне відтворення та мотивація.

## Особливості інформування в ЗМІ

### Новини[4][5][6]
- «Важкі» новини. Охоплюють основні факти, які торкаються таких питань і проблем, які є актуальними та важливими для більшості аудиторії. Такі новини можна відтворити у вигляді піраміди — на вершині знаходиться найголовніший факт, про який обов'язково розповідається на самому початку ефіру, а потім новини розповідаються по мірі зменшення важливості.
- «М'які» новини. Новини такого типу можуть бути менш важливими для аудиторії, проте вони викликають певну емоційну цікавість у людей.

Під час сприйняття новин, виникає «ефект упередження новин». Переконаний прихильник будь-якої, наприклад політичної позиції, сприймає повідомлення від ЗМІ як упереджені, тобто на користь їх опонентів.
Автори пояснюють цей ефект наступним чином:
- Вибіркове запам'ятовування. Люди запам'ятовують переважно ту інформацію, яка стосується підтримки їх опонентів.
- Вибіркова інтерпретація. Аудиторія запам'ятовує всю інформацію, проте надає їй таке значення, яке тлумачиться на користь позиції опонентів.
- Різні стандарти. Люди запам'ятовують всю інформацію, але вважають що її позиція підкріплена неважливими аргументами, але позиція опонентів підкріплена достатньо важливими[7][8][9][10].

Основними показниками дієвості новин є: інтерес, емоційна напруга — задоволення/зацікавлення, оцінка серйозності питання, якому присвячується передача, запам'ятовування змісту новин. Саме завдяки тому, що новини подають інформацію в межах певного суспільства, вони і впливають на аудиторію.
- В новинах завжди якісь явища висвітлюються, а інші відкидаються. Ця дія має назву «парадокс селекції», та має свої наслідки:
  - Змінюється оцінка важливості подій аудиторією. Тобто люди оцінюють новину як важливу, якщо вона була часто обговорена в ЗМІ.
  - Жвавість обговорень. Чим частіше новина була відтворена в ЗМІ, тим більше вона буде обговорюватись.
  - В новинах часто висвітлюються одні аспекти і відкидаються інші (неповнота відзнятого матеріалу, вирізання з контексту).
  - Часто обговорюється одна точка зору на те чи інше явище і не подається інша. Це породжує «спіраль мовчання».
- Випадок вибірково пов'язується з певними попередніми подіями, які були висвітлені раніше. Це потрібно для емоційного підсилення з боку новини на аудиторію.
- Для опису того чи іншого явища в новинах використовується особлива лексика, яка підсилює емоційне сприйняття людьми.

Дієвість новин полягає у наступних поглядах:
- Форма новин. Окрім опису певного факту або події, новини мають охоплювати інші складові, які сприяють запам'ятовуванню цієї інформації[11].
- Послідовність складників новин. Послідовність буває лінійною (ключова подія — опис початку процесу — кульмінація — підсумок), зворотною (результат — опис початку процесу –кульмінація — ключова подія), інвертованою (ключова подія — підсумок — початок процесу — кульмінація)[12]
- Ефект присутності. Для того, щоби новина була успішно сприйнята аудиторією, потрібно щоб вона дозволяла людині відчути себе «всередині» неї.
- Наявність яскравих образів.
- Візуалізація повідомлення.
- Розбурханість новини (гарячі новини).
- Врахування особливостей аудиторії. Розрізняють два типи сприйняття — вербальне та зорове. Залежно від способу сприйняття тією чи іншою аудиторією, новини повинні подаватись відповідно до потреб слухачів[13].

## Різновиди впливу на аудиторію
Спілкування — потужне знаряддя передавання інформації та впливу на індивіда. Вплив на людину виражається в певній зміні ходу думок індивіда, емоційних установок. Людина, яка намагається вплинути називається Ініціатором впливу, а той на кого спрямовується психологічний вплив — Адресат впливу.
Існує десять різновидів впливу:
- Переконання

Переконання відзначається свідомим аргументованим впливом на індивіда чи групу, які мають не меті зміну суджень, намірів та ставлення до того чи іншого явища/об'єкту.
В. П. Шейнов відзначає, що для того, щоби переконання дійсно спрацювало ініціатор впливу має дотримуватись 14 правил:
- - Правило Гомера.

Послідовність аргументів впливає на їх рівень впливовості. На думку автора слабкі аргументи краще не використовувати, тому він пропонує наступну формулу: дужі — середні — контраргументи. Також автор наголошує на тому, що одні й ті ж аргументи можуть сприйматись не однаково, тому важливим пунктом є виокремлення переконливих (дужих) аргументів з точки зору адресата впливу.
- - Правило Сократа.

Короткі легкі питання для адресата впливу. Якщо метою ініціатора є отримати схвальну відповідь на важливе запитання, йому потрібно задати три питання, два перших з яких будуть короткі і легкі, на які очікується відповідь у вигляді «так». Ці питання не мають втомлювати адресата, а лише розслабити його.
- - Правило Паскаля.

Це правило базується на думці, що в жодному разі ініціатор не повинен тиснути на адресата таким чином, щоби той набував відчуття фрустрації.
- - Правило авторитетності.

Впливовість аргументів залежить також і від авторитетності та іміджу ініціатора. Це правило стосується зовнішнього вигляду та лаконічності вислову. Автор зазначає, що в будь-якій ситуації впливу, ініціатор не повинен забувати про такі речі, як зовнішній вигляд і лаконічне та доречне представлення власних думок та переконань.
- - Правило самопригнічення.

Це правило стосується втрати авторитету. Якщо ініціатор під час комунікації проявляє ознаки невпевненості, то адресат відчуває власну перевагу над ситуацією та починає її контролювати. Автор наголошує на тому, що втративши авторитет ініціатор втрачає можливість переконати адресата.
- - Не можна принижувати адресата.

Це правило стосується таких явищ, як неповага, нехтування до адресата. Така поведінка, на думку автора, може призвести адресата до стану безпорадності.
- - Правило довіри.

Завдання першої частини комунікації повинне бути спрямоване на створення позитивного середовища, ініціатор повинен створити всі умови під час спілкування, щоб адресат почував себе затишно та спокійно. За допомогою цього правила ми можемо створити такі умови, за яких адресат буде більш поблажливо сприймати наші аргументи.
- - Правило спільних точок зору.

Треба пам'ятати, що ініціатор повинен знайти спільні точки зору і наполягати саме на них, задля збереження сприятливої атмосфери та уникнення суперечливих ситуацій.
- - Правило емпатії.

Задля вдалого переконання, Ініціатор повинен краще розуміти адресата з його емоційного, когнітивного та поведінкового проявів. Тобто по суті ініціатор повинен поставити себе на місце адресата і з'ясувати як саме йому потрібно діяти для успішного досягнення мети. За допомогою цього правила ми можемо визначити межі, за які не варто виходити стосовно того чи іншого питання.
- - Правило «гарного слухача».

Вміння уважно слухати, на думку автора, є важливою ознакою спілкування, адже уважне слухання надає можливість ініціатору вірно зрозуміти хід думок адресата.
- - Запобігання конфліктогенів.

Конфліктогени — це чинники, які можуть спричинити конфлікт. У разі з переконанням, будь-який конфлікт руйнує можливість переконання адресата.
- - Правило порозуміння.

Автор наголошує на вербальному порозумінні та мовному бар'єрі. Можуть виникнути проблеми, коли ініціатор не зовсім зрозумів висловлення адресата, і в такому разі найкращим варіантом виправлення цього непорозуміння буде ввічливе прохання до адресата повторити вищесказане.
- - Правило невербальної мови.

Під час взаємодії важливими навичками є не тільки вміння уважно слухати, але і вміння уважно спостерігати за адресатом. Як зазначає автор, людина, яка знає мову жестів, може отримати корисну інформацію, яка може посприяти досягненню цілі.
- - Правило задоволення потреб.

Якщо згадати теорему потреб А.Маслоу, то людина прагне до задоволення:
- -     - фізіологічних потреб (їжа, вода, сон, здоров'я тощо)
    - Потреба в безпеці, впевненості у майбутньому.
    - Потреба в залученості до суспільства та його первинних та вторинних груп (сім'я, як первинна група, та друзі, робочий колектив та інше — як вторинна).
    - Потреба в повазі та визнанні.
    - Потреба в самореалізації, розкриття потенціалу.

Ми можемо зосередитися на важливості і спроможності задоволення тих чи інших потреб.
- Самопіар.

Оголошення своїх цілей, намірів і надання підтвердження у власній спроможності і кваліфікації задля того, щоби бути оціненим і отримати переваги під час виборів на певну посаду.
- Навіювання.

Свідомий неаргументований вплив на індивіда, чи групу, який має на меті змінити ціль, стан, ставлення до тих чи інших явищ, чи об'єктів.
- Зараження.

Передавання власного стану чи ставлення іншій людині, чи групі, які переймають цей стан/ ставлення на емоційному рівні. Цей вид впливу відзначається високим емоційним натиском ініціатора, який сприяє «зараженню» та таким же станом/ставленням адресата.
- Наслідування.

Здатність викликати у групи людей чи індивіда прагнення до наслідування поведінки ініціатора. Прикладом такого впливу, можуть бути світові зірки, які в силу своєї відомості мають достатньо багато фанатів, які прагнуть бути схожими на них. Саме тому фанати стежать за побутовим життям зірок та починають приміряти його на власне, одягаючись в такому ж стилі, як улюблена зірка, вживаючи таку ж їжу, користуючись тою ж декоративною косметикою тощо.
- Прихильність.

Залучення адресата до уваги до себе шляхом прояву привабливості, лестощів, надання послуги, чи часткового наслідування адресата ініціатором.
- Прохання.

Звернення до адресата із закликом про задоволення потреб чи бажань ініціатора.
- Примус.

Погроза з боку ініціатора застосування можливостей контролю (повноваження ініціатора у позбавленні адресата будь-яких благ, змін умов життя.
- Деструктивна критика.

Висловлення зневажливих, образливих суджень про особистість адресата, прояв агресивності, зневаги. Такий вид впливу руйнує емоційний стан адресата і підштовхує його на захист власного «Я», відвертає його різким емоційним погіршенням, внаслідок якого позбавляє його віри в себе.
- Маніпуляція.

Приховане керування проти волі адресата, за якого ініціатор отримує однобічні переваги чи вигоду за рахунок адресата. Маніпуляція є прихованими діями, за яких приховуються як способи досягнення, так власне і мета.
Задля успішної маніпуляції ініціатор використовує вразливі місця адресата, такі як особливості характеру, стереотипи, звички, бажання, інтереси, недоліки.
Важливим для ініціатора є використання маніпулятивних способів:
- Доведення до потрібного емоційного стану.
- Обмеження часу на роздуми адресата.
- Обмеження можливості вибору.
- Зменшення здатності адресата до критичного мислення.

### Модель прихованого керування.
Модель прихованого керування має наступні етапи:
- Збирання даних стосовно адресата. Мета цього етапу — отримання такої інформації стосовно адресата, яка б допомогла приховано ним керувати. На даному відрізку ініціатор може:
- Зробити висновки стосовно того, як об'єкт діє в тій чи іншій ситуації.
- Визначити стан адресата за допомогою аналізу міміки, жестів, голосу.
- З'ясувати за допомогою слів, інтонації, жестів, темпу мовлення і інтонації переважний канал, на який ініціатору потрібно впливати (слух, зір, тактильний контакт)
- Визначення мішені впливу та приманки.

Мішень впливу — певні особливості індивіда, його потреби і бажання, на які впливає ініціатор, задля підштовхування адресата до прийняття потрібного рішення. По суті мішені — ті потреби, про які зазначає Маслоу.
Приманка — певні інструменти або умови, які сприяють досягненню мети ініціатора, а також допомагають йому приховати власне маніпуляцію. Однією з таких умов може бути атракція.
- У контексті маніпуляції: атракція — привернення уваги адресата і утримання його уваги/інтересу на діях ініціатора.

Атракція стимулюється певними способами:
- Заохочення
  - Комплімент.
  - Вміння слухати.
  - Прояв поваги до слухача.
  - Сприятливі умови.
- Пробудження у слухача прагнення до дії. На цьому проміжку, ініціатор починає впливати на переважний канал взаємодії (слух, зір, доторк), завершуючи власні дії контраргументом.